# Robert Llewellyn
Robert Llewellyn (ur. 10 marca 1956 w Norhampton) – brytyjski aktor, prezenter telewizyjny i pisarz. Najbardziej znany z serialu Czerwony karzeł.
Karierę artystyczną rozpoczynał od występów z popularną grupą kabaretową The Joeys, w której był nie tylko aktorem, ale także autorem znacznej części tekstów. Największą popularność zespół osiągnął w pierwszej połowie lat 80., zaś Llewellyn zadebiutował wówczas także w telewizji. Po rozpadzie kabaretu w 1985 rozpoczął samodzielne występy, m.in. na festiwalu w Edynburgu, gdzie w jednym z monologów wcielał się w postać robota, który stopniowo zyskuje coraz więcej złych, ludzkich cech. Tam wypatrzył go producent Czerwonego karła Paul Jackson, poszukujący wówczas wykonawcy do roli mechanoida Krytena.
Postać ta pojawiła się w serialu gościnnie w serii 2 i była odtwarzana przez Davida Rossa. Od serii 3 Kryten na stałe zagościł w serialu, a jego rolę przejął Llewellyn. Aktor występował bardzo mocno ucharakteryzowany, całą jego twarz zasłaniała gumowa maska. Mimo to zyskał dużą popularność. W jednym z odcinków serii 4 jako mechanoid płci przeciwnej gościnnie wystąpiła u jego boku Judy Pascoe, wówczas jego dziewczyna, a obecnie żona.
Robert Llewellyn brał udział w grze komputerowej flojd (ang. The Feeble Files) z roku 1997. Podkładał głos pod głównego bohatera.
Po zakończeniu emisji serialu w 1999 Llewellyn nadal występował jako aktor, ale w znacznej mierze poświęcił się karierze pisarskiej. Łącznie do końca roku 2008 wydanych zostało dziewięć książek jego autorstwa. Pracował także jako prezenter telewizyjny. Jest również aktywny w portalu YouTube, gdzie zamieszcza materiały ze swojego wideobloga, a także występuje jako twarz kanału należącego do BBC Worldwide.